# Ordet og Israel
Ordet og Israel er en dansk kristenzionistisk organisation, stiftet i 1946. I 2019 havde organisationen omkring 3000 medlemmer.
Joffi er Ordet og Israels ungdomsorganisation, som blev grundlagt i 1985.

## Historie
Ordet og Israel blev grundlagt i 1946 som en gren af Karmelinstituttet i Norge. Bevægelsens grundlægger var Per Faye-Hansen, som også var en central skikkelse i Karmelinstituttet. Under krigen var Faye-Hansen medlem af modstandsbevægelsen og hjalp jøder med at flygte til Sverige. I 1950 brød Ordet og Israel med Karmelinstituttet og blev en selvstændig organisation.

## Ledere
| Formand - Hakon Christensen | Næstformand - Rolf Weber Jørgensen | Generalsekretær - Ole Andersen | Landssekretær - Nicklas Lautrup-Meiner |